# Xã Brampton, Quận Sargent, Bắc Dakota
Xã Brampton (tiếng Anh: Brampton Township) là một xã thuộc quận Sargent, tiểu bang Bắc Dakota, Hoa Kỳ. Năm 2010, dân số của xã này là 59 người.